# 夢幻戰鬥
《梦幻战机》為1988年日本Irem公司推出的街機垂直射擊遊戲，採用R-Type世界觀。
未來世界遭到外星人攻擊，月球基地四分五裂，之後人類防線崩潰，但月球爆破後主基地電腦卻還在運轉並被外星生化物質感染，成為外星人軍事基地，來自各地的科學家打造出“OF-1”战斗机前往月球進行最後反擊。1992年底推出了續作夢幻戰機2：深度攻擊行動於PC Engine主機上，21世紀後也移植於Wii主機的下載遊戲頻道。
在PS2版R-Type Final的機體選單中收錄了本作的機體OF-1 Daedalus。